# Monumento a Manuel Candamo (Lima)
El monumento escultórico en homenaje a Manuel Candamo es un bien mueble integrante del Patrimonio Cultural de la Nación por el Ministerio de Cultura mediante la Resolución Viceministerial N°053-2018-VMPCIC-MC el 24 de abril de 2018. La actual escultura corresponde a la obra del escultor nacional Artemio Ocaña, y fundida en los talleres de la Escuela de Artes y Oficios. Fue inaugurada el 18 de mayo de 1926, ya que la original, inaugurada el 8 de setiembre de 1912, sufrió de un acto vandálico.

## Descripción
Es un monumento escultórico de material bronce y mármol de Carrara, que cuenta con las siguientes dimensiones: fondo: 3.47 m; alto: 2.66 m; y ancho: 3.09 m.
Se compone de una vereda cuadrangular con base de piedra donde presenta sistema de iluminación con reflectores en sus cuatro esquinas, sobre la vereda descansa dos peldaños de granito y superpuesto se ubica el pedestal de mármol de Carrara original con planta octogonal, de zócalo ancho, en cada ángulo del dado o neto está decorado con cuatro ménsulas de mármol ubicados en los ángulos y revestidos con hojas de acanto de bronce, en las orientaciones Este y Oeste se observa placas de bronce con referencia de las fechas de inauguración del monumento;  y alrededor se observa ornamentos decorativos de guirnaldas suspendidas con motivos vegetales, encima de la cornisa se ubica el plinto siendo de plano octogonal y forma piramidal escalonada de tres niveles y en el contrapaso y paso en orientación Oeste en los dos primeros niveles se ubican  grecas hechas en bajo relieve.
Sobre el pedestal se halla la figura principal es una estatua erguida que representa a un personaje masculino adulto, bien vestido, con traje elegante de proporción de cuerpo entero y en posición frontal.

## Historia

### Concepción y fabricación de la escultura
Mediante resolución legislativa N° 1445, del 20 de noviembre de 1906 se mandó erigir un monumento en honor a Manuel Candamo durante el periodo del presidente José Pardo y Barreda (1904 – 1908).
El 28 de octubre de 1911, el Congreso resolvió que la Municipalidad de Lima destinara el lugar de ubicación del monumento. La intención era colocar la obra en el mausoleo del expresidente en el Cementerio Presbítero Maestro, pero, luego, se dispuso emplazarlo en la ciudad frente al Parque de la Exposición, hacia el Paseo Colón, en el Parque Neptuno, hoy denominado parque Juana Alarco de Dammert.
El 8 de setiembre de 1912, el presidente de la República Augusto B. Leguía inaugura el monumento, siendo develado por el hijo del expresidente retratado, José Candamo. Esta escultura sufrió un atentado el 3 de mayo de 1913, el cual mutiló gran parte del monumento. Inmediatamente, esta se mandó a restaurar, siendo el encargado el escultor David Lozano; sin embargo, no se conoce el destino de dicha escultura.

### Escultura actual de Manuel Candamo
El 14 de agosto de 1923, el Concejo Provincial de Lima, ordenó la confección de una nueva estatua en honor al aristócrata limeño. Este segundo monumento fue obra del escultor nacional Artemio Ocaña, y fundida en los talleres de la Escuela de Artes y Oficios. Fue inaugurada el 18 de mayo de 1926, en una ceremonia que contó con la presencia del presidente de la República, Augusto B. Leguía, el ministro de Fomento, Pedro José Rada y Gamio, así como diversas personalidades y autoridades. 
Existe una versión que señala que la primera estatua era de bronce y se encontraba sentada sobre el sillón de Pizarro; otra, que ella sería del escultor francés Pierre Mercié. Asimismo, se habla de una segunda estatua, anterior a la de Artemio Ocaña, ejecutada por Carlo libero Valente, que cuando fue colocada en su plataforma cayó aparatosamente y se dañó, finalmente, se dice que existió una tercera estatua cuya restauración fue encargada, antes que a Ocaña, a David lozano, cabe recalcar que el pedestal de mármol sigue siendo el original del escultor francés Mercier.

## Ubicación
La escultura de bronce de Manuel Candamo se encuentra en el parque Juana Alarco de Dammert, el cual está ubicado en el cruce de las avenidas Paseo de la República, España, Paseo Colón y a la altura de la cuadra quince de Garcilaso de la Vega; en el Cercado de Lima.